# 蔣小明
蔣小明（1953年—），英文名，上海人，中华人民共和国企业家，中共元老喬石之子，現時為賽博國際有限公司董事長及創辦人，中遠國際控股有限公司、綠地香港控股有限公司、中國石油化工股份有限公司獨立非執行董事。
他畢業於北京外國語大學，获學士學位。毕业于澳洲國立大學，获碩士學位，毕业于英國劍橋大學，获經濟博士學位。
曾任字源股份有限公司、中海油田服務股份有限公司董事、威新集團有限公司（現時金地商置集團有限公司）董事長。

## 家庭
另外，蔣小明配偶周進，也在英國廣播公司工作。

## 外部連結
- 中遠國際董事局
- 乔石之子蒋小明创设深圳软体产业园 （页面存档备份，存于）